# Геганна (Огайо)
Геганна (англ. Gahanna) — місто (англ. city) в США, в окрузі Франклін штату Огайо. Населення — 35 726 осіб (2020).

## Географія
Геганна розташована за координатами 40°2′12″ пн. ш. 82°52′48″ зх. д. / 40.03667° пн. ш. 82.88000° зх. д. (40.036747, -82.879862).  За даними Бюро перепису населення США в 2010 році місто мало площу 32,63 км², з яких 32,19 км² — суходіл та 0,44 км² — водойми.

## Демографія
Згідно з переписом 2010 року, у місті мешкало 33 248 осіб у 13 037 домогосподарствах у складі 9151 родини. Густота населення становила 1019 осіб/км².  Було 13577 помешкань (416/км²).
Расовий склад населення:
| - 82,1 % — білих - 11,2 % — чорних або афроамериканців - 3,1 % — азіатів - 0,2 % — корінних американців |

До двох чи більше рас належало 2,4 %. Частка іспаномовних становила 2,6 % від усіх жителів.
За віковим діапазоном населення розподілялося таким чином: 25,3 % — особи молодші 18 років, 63,0 % — особи у віці 18—64 років, 11,7 % — особи у віці 65 років та старші. Медіана віку мешканця становила 39,4 року. На 100 осіб жіночої статі у місті припадало 91,9 чоловіків;  на 100 жінок у віці від 18 років та старших — 87,4 чоловіків також старших 18 років.
Середній дохід на одне домашнє господарство  становив 94 933 долари США (медіана — 72 863), а середній дохід на одну сім'ю — 108 860 доларів (медіана — 90 603). Медіана доходів становила 61 134 долари для чоловіків та 49 104 долари для жінок. За межею бідності перебувало 6,4 % осіб, у тому числі 8,9 % дітей у віці до 18 років та 4,1 % осіб у віці 65 років та старших.
Цивільне працевлаштоване населення становило 18 584 особи. Основні галузі зайнятості: освіта, охорона здоров'я та соціальна допомога — 24,8 %, науковці, спеціалісти, менеджери — 13,7 %, роздрібна торгівля — 12,6 %.